# Passione (azienda)
Passione (株式会社パッショーネ?, Kabushiki-gaisha Passhōne) è uno studio di animazione giapponese fondato il 26 gennaio 2011.

## Produzioni

### Serie TV anime
- Haitai Nanafa (2012—2013)[1]
- Rail Wars! (2014)[1]
- Rokka: Braves of the Six Flowers (2015)[1]
- Hinako Note (2017)[1]
- Citrus (2018)[2]
- High School DxD HERO (2018)[3]
- Rinshi!! Ekoda-chan (episodio 9) (2019)
- Wasteful Days of High School Girls (2019)
- Joshi kōsei no mudazukai (2019)[4]
- Z/X Code reunion (2019)[5]
- Interspecies Reviewers (2020)[6]
- Higurashi no naku koro ni (2020–21)
- Mieruko-chan (2021)
- Harem in the Labyrinth of Another World (2022)
- Renai Flops (2022)
- Yuri Is My Job! (2023; co-prodotto con Studio Lings)
- The Demon Sword Master of Excalibur Academy (2023)
- Ishura (2024)
- Spice and Wolf: Merchant Meets the Wise Wolf (2024)
- Loner Life in Another World (2024)[7]
- Da campagnolo stagionato a gran maestro di spada (2025)
- Demon Slave (TBA)[8]
- Nukitashi the Animation (TBA)

### OVA e ONA
- God Eater Rezo Nantoka Gekijou (2018, in collaborazione con Creators in Pack)
- Bean Bandit (2019)[9]
- The Island of Giant Insects (2019)[10]
- Ishura (2024; co-prodotto con Sanzigen)